# Lada (Gottheit)

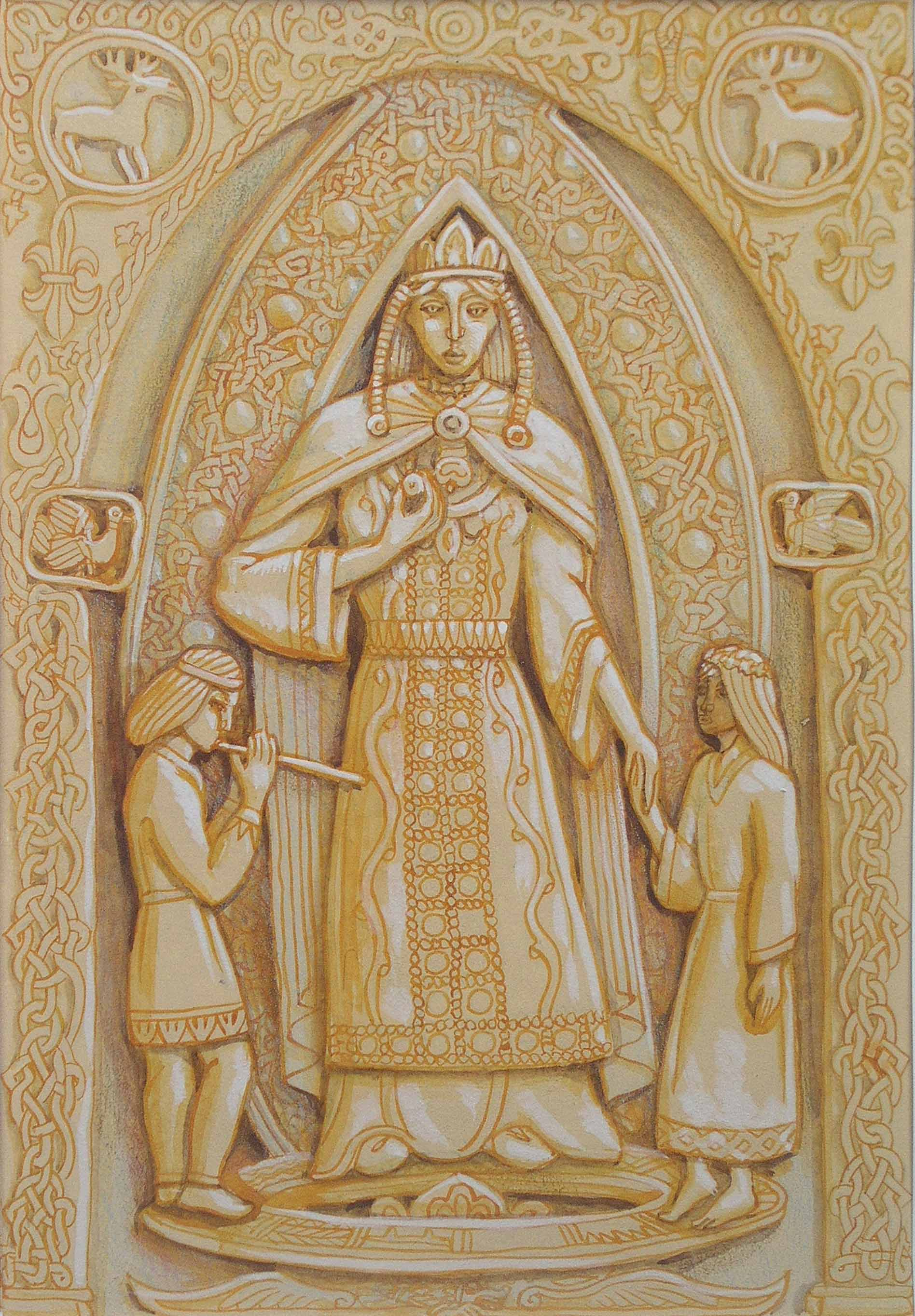
M. Presnjakow. Lada. 1998.

Lada, Lahra oder Lado(na), teilweise auch Lupa genannt ist eine  baltische Gottheit und  slawische Gottheit.

## Geschichte
In mittelalterlichen tschechischen und russischen Hochzeitsliedern findet sich der Ausruf Lada oder Lado in der Bedeutung „Geliebte“. Daraus entstand die verbreitete Interpretation, Lada sei eine alte slawische Liebesgöttin gewesen. Belege für diese Deutung gibt es jedoch in älteren Quellen nicht. Erst im 15. Jahrhundert wird Lada von Jan Długosz und in der Chronica Polonorum des Krakauer Gelehrten Maciej Miechowita (1519) erwähnt und als Mutter der göttlichen Zwillinge Lel und Polel vorgestellt. Es gibt keinen früheren oder von Jan Długosz unabhängigen Beleg für eine slawische Gottheit namens Lada. Kirchliche Verbote aus Polen des 15. Jahrhunderts bezeichnen Lada ebenfalls als Gottheit, allerdings als einen (männlichen) Kriegsgott.
Zu Beginn des 16. Jahrhunderts besangen auch die Letten und Litauer die Gottheit Lada in rituellen Liedern und opferten ihr weiße Hähne. Weitere, ebenso späte Zeugnisse eines Kultes sind in einem serbokroatischen Lied überliefert, wo Lada um Regen angefleht wird, und in Erzählungen aus Kiew, wo das Idol einer Gottheit namens Lado bei Hochzeiten verehrt wurde.
Aufgrund der unklaren und späten Überlieferung wird die Verehrung Ladas in vorchristlicher Zeit angezweifelt, jedoch nicht ausgeschlossen. Der Asteroid des inneren Hauptgürtels (2832) Lada ist nach der Gottheit benannt.